# 785
Năm 785 là một năm trong lịch Julius.